# Vierlingsturm
Der Vierlingsturm ist ein 25 m hoher Aussichtsturm auf dem 633 m ü. NHN
 hohen Fischerberg, dem Hausberg der kreisfreien bayerischen Stadt Weiden in der Oberpfalz. Der Turm steht auf dem Gipfel des Berges zwischen der Ortschaft Letzau, einem Ortsteil der Gemeinde Theisseil im Osten und Weiden in der Oberpfalz im Westen, auf dessen Gemarkung er steht.

## Geschichte
Bereits 1890 regte Pfarrer Brugglocher den Bau eines Aussichtsturms auf dem Fischerberg an. Am 27. März 1906 griff Kommerzienrat Otto, Direktor der Porzellanfabrik Bauscher, diese Idee bei einer Ausschusssitzung des Verschönerungsvereins wieder auf. Bei einer Versammlung am 4. April 1906 begrüßten die Mitglieder diese Idee. Aus diesem Grund wurde ein Turmbaukomitee unter dem Vorsitz von Kommerzienrat Otto gegründet. Weitere Mitglieder waren Stadtbaurat Kühne, der Zahntechniker Baier und der Privatier Götz. 1907 folgte der Beschluss, einen Turm zu bauen. Der Verschönerungsverein stellte zunächst 250 Mark zur Verfügung. Nach einem Spendenaufruf im Jahr 1907 konnten die verfügbaren Mittel auf 2.040 Mark gesteigert werden. Man plante einen Unterbau aus Stein und darüber eine Konstruktion aus Eisen. Ein Kostenvoranschlag für diese Ausführung und den Erwerb des Grundstücks über 6.500 Mark ließ die Spenden nicht mehr so üppig fließen und schließlich die Bemühungen einschlafen. Es gab Stimmen, die vorschlugen, die Gelder für die Ausgestaltung des Stadtparks einzusetzen.
Erst im Jahr 1914 beschloss der Verein auf Antrag von Dekan Dr. Pfeiffer, den Turm mit einem Kostenaufwand von 5500 Mark und mit einer Höhe von 20,5 Meter zu bauen. Auch ein Name für den Turm war bereits gefunden, er sollte nach dem Prinzregenten Luitpold benannt werden. Einer Tafel mit der Inschrift „Dem Andenken des vielgeliebten Prinz-Regenten Luitpold von Bayern vom Verschönerungsverein Weiden gewidmet - anno 1914“ sollte dies belegen. Den notwendigen Grund erwarb der Verein vom Gastwirtsehepaar Lukas in Tröglersricht und mit dem Bau wurde begonnen. Der Turm sollte bereits im Juli 1914 eingeweiht werden, am 9. Juni 1914 stellte das Bezirksamt Neustadt an der Waldnaab jedoch den Bau ein. Beanstandet wurde die Verwendung von schlechtem Sand und von nassen Steinen. Die Landesgewerbeanstalt Nürnberg bestätigt die schlechte Qualität des Sands anhand von Proben. Später erweist sich dieses Gutachten als falsch. Diese Umstände sowie der Ausbruch des Ersten Weltkriegs sorgten dafür, dass der Turm unvollendet bleiben musste.
Am 20. September 1921 beschlossen die Mitglieder des Verschönerungsvereins, den Turm in vereinfachter Form weiterzubauen. Dazu soll Stadtbaurat Linhardt Pläne ausarbeiten und in der Bevölkerung sollte für das Vorhaben geworben werden. Ein neuer Turmbauausschuss gründet sich im Mai 1922 mit Vorsitzendem Dr. Hermann Vierling, Oberinspektor Fleischmann, Bankvorstand Hauer, Stadtbaurat Linhardt und Postinspektor Strobel, Vierling wurde gleichzeitig zum Vorsitzenden des Verschönerungsvereins gewählt. Vierling sammelte Geld und Sachspenden bei der Bevölkerung und organisierte mehrere gut besuchte Veranstaltungen. Ebenfalls erwies sich der Verkauf von Bausteinen als sehr erfolgreich. Nach kurzer Zeit verfügte der Verein über 21.000 Mark. Die Inflation im Jahr 1923 machte das gesammelte Geld jedoch wertlos. Deshalb ging man dazu über, statt Geld nun Materialien zu sammeln. Als die Mark wieder stabil wurde, kamen auch neue Geldspenden hinzu. Vierling konnte deshalb in der Ausschusssitzung im November 1923 mitteilen, dass mit dem Bau im nächsten Jahr begonnen werden kann.
Am 2. Mai 1924 beschloss der Verein in einer Sitzung, mit dem Bau zu beginnen. Nach der Baugenehmigung vom 19. Mai 1924 begann Baumeister Peter Weiß am 14. Juli 1924 mit den Bauarbeiten. Der Turm wurde auf eine Höhe von 25 Metern gebaut. Die Stadt war bereit, 5.000 Mark für den Turmbau als Zuschuss zu genehmigen, wollte jedoch den Turm in das Eigentum der Stadt übernehmen. Dieses Ansinnen wurde vom Verein abgelehnt. Die Gesamtkosten der Baumaßnahme beliefen sich schließlich auf 15.000 Reichsmark. Am 27. September 1924 übergab Weiß das fertige Werk und am 5. Oktober konnte der Aussichtsturm eröffnet werden.
Da in den nachfolgenden Jahren der Turm immer beliebter wurde, eröffnete bereits 1948 neben dem Aussichtsturm die „Strobelhütte“.